# Trnava (Vysočina)
Trnava é uma comuna checa localizada na região de Vysočina, distrito de Třebíč.